# Finisterre (Francia)
Finisterre (29; en francés Finistère, pronunciado /finistɛʁ/ (escucharⓘ); en bretón: Penn-ar-Bed, pronunciado [ˌpɛnarˈbeːt]) es un departamento de Francia ubicado en el extremo occidental de la región de Bretaña.
Limita al norte con el canal de la Mancha, al sur con el departamento de Morbihan, al oeste con el océano Atlántico y al este con el departamento de Costas de Armor. Su nombre francés deriva del latín «finis terræ», que significa «fin de la tierra»; su nombre en bretón significa «Cabeza del mundo».

## Historia
El «fin del mundo» ha sido lugar de residencia de numerosos pueblos en la prehistoria, desde el Paleolítico. Numerosos monumentos megalíticos y túmulos de la Edad del Bronce, como Barnenez o Gavrinis, se encuentran por toda la región armoricana occidental. Doblemente ocupada por los celtas antes de la invasión romana (que a su vez dejó restos de importantes edificaciones) y bretona, esta última procedente de Britania, expulsados a la llegada de los anglosajones, procedentes de Dinamarca (Jutlandia).
El Finisterre actual, como el resto de Bretaña, se enfrentó a los francos y normandos antes de dividirse en dos obispados:
- Cornualles alrededor de Quimper -que no corresponde con la región británica de Cornualles.
- León alrededor de Saint-Pol-de-Léon.

Doble cara que resistió a lo largo de los tiempos, pues ni la guerra de sucesión de Bretaña del siglo XIV, ni la pérdida de independencia ducal en el XVI, ni la represión de la sublevación de los Gorros Rojos del XVII hicieron perder a esta punta de la baja Bretaña su originalidad. Esta se concretó en 1790 con la creación del departamento de Finisterre durante la Revolución francesa, uniendo ambos antiguos obispados. Después, Finisterre, víctima de la centralización, del alejamiento, de las Guerras Mundiales, de la subindustralización, y del éxodo rural, no ha parado de afirmar su lugar destacado dentro del renacimiento bretón.

## Geografía

Imagen satelital de Finisterre vista desde el Sentinel-2.

Mapa de Finisterre

Tiene un área de 6.733 km², que en términos de extensión es equivalente a la mitad de Montenegro. Está bordeado por el canal de la Mancha al norte y el océano Atlántico al oeste y sur (795 km de costa). Al este limita con los departamentos de Côtes-d'Armor y Morbihan.
Finisterre es la punta occidental de Armorique, con paisajes variados tanto en el interior como en la costa. Recortada en su extremo por cabos (punta de Raz, península de Crozon, punta de Saint-Mathieu) y golfos (bahía de Douarnenez, ría de Brest), las costas de Finisterre presentan una infinita variedad de playas, acantilados, dunas, estuarios, arrecifes e islas. Entre sus cabos se encuentran las puntas de Locquirec, de Primel, Rocher Sainte-Anne, de Bloscon, de Corsen, St-Mathieu, de Raz y de Penmarch, el cabo Coz, las puntas de Cabellou, de Trévignon, de Kermorvan, de Kerdéniel, de Bindy, de los Españoles y de Penhir y el cabo de la Chèvre. Algunas de sus penínsulas son las de Sainte-Marguerite, de Saint-Laurent, de Porspaul, de Crozon (de más de 30 km de longitud). Entre sus bahías se encuentran las de Lannion (compartida con Côtes-d'Armor), Morlaix, Kernic, Grève de Goulven, des Anges, la rada de Brest, la bahía de Douarnenez, Anse du Pouldon, la bahía de Kérogan, Anses de Toulven, y las bahías de Bénodet y de Poulden. Algunos de sus estuarios son Aber Wrac'h, Aber Benoît, desembocadura de la rivière de Morlaix, de Dourduff, de Peuzé y de Aber Ildut.
Sus principales ríos son el Aulne (140 km), el Isole, el Odet (62 km) y el Scorff (79 km). El interior está ocupado por los Montes de Arrée al norte y la Montaña Negra al sur, separando la meseta de León de la cuenca de Châteaulin y de Cornualles meridional. Su mayor altura se encuentra a 384 m sobre el nivel del mar (Roc Trévézel y Signal de Toussaines, Tuchenn-Gador, en los Montes de Arrée). El punto más bajo es el nivel del mar. Su puerto de montaña más alto es Col de Trédudon (361 m), en la D36. Otras cimas importantes son la montaña Saint-Michel (380 m), Ménez-Hom (330 m) y Roc de Toullaëron (326 m). 
El mar rige el clima, siempre dulce tanto en invierno como en verano, más húmedo que lluvioso, más ventoso que fresco, soleado en época estival.

### Islas
- en la costa norte: islas Callot, de Batz (575 hab., altura máxima 34 m), de Sieck, Penenès, Vierge (faro), Stagadon, Vrac'h, d'Erch, Cézon, de la Croix, Tariec, Guenioc, Garo, Trevors, du Bec, Rosservor, Carne, Corn-Carhai, Verte, de Iock, de Four (faro), Roches de Portsall, de Argenton, islas des Linion, Melon, Porscave, Ségal, des Platresses (faro);

- en la rada de Brest y la bahía de Douarnenez: islas Ronde, de Bindy, de Tibidy, Trébéron, de los Muertos, La Parquette (faro), Les Tas de Pois (escollos), islote de Toulinguet e islas de l'Aber y Tristan;

- en Ouessant (15 km², la séptima de Francia por superficie, 932 hab., con una altitud máxima 65 m), isla de Keller (más un islote), islote de la Baie de Lampaul, faros de Nividic, de la Jument, de Men-Korn, de Kéréon, islas de Bannec, de Balanec, Les Pierres Vertes, La Helle, Phare du Faix, des Trois Pierres, Île de Molène, Lédénés de Molène, isla de Triélen, Les Serroux, isla de Quéménès, Lédénés de Quéménès, islas de Lytiry, de Morgol, de Béniguet, Kervouroc, faros des Pierres Noires, des Vieux Moines, de Grande Vinotière, L'Îlette;

- en Raz de Sein: Ar-Men (faro), isla de Sein (altitud máxima 18 m), faros de Tévennec, du Pont des Chats, de la Vieille.

- en la costa sur: islas Chevalier, Garo, aux Moutons, archipiélago de Glénan (islas Saint-Nicolas (altitud máxima 12m), Penfret (faro), Cigogne, Drénec, Loch, y 5 islotes), isla Verte, isla Raguenes e islote de Pouldu.

## Demografía
| 1801    | 1831    | 1841    | 1851    | 1856    | 1861    | 1866    |
| ------- | ------- | ------- | ------- | ------- | ------- | ------- |
| 439.046 | 524.396 | 576.068 | 617.710 | 606.552 | 627.304 | 662.485 |
| 1872    | 1876    | 1881    | 1886    | 1891    | 1896    | 1901    |
| 642.963 | 666.106 | 681.564 | 707.820 | 727.012 | 739.648 | 773.014 |
| 1906    | 1911    | 1921    | 1926    | 1931    | 1936    | 1946    |
| 795.103 | 809.771 | 762.514 | 753.702 | 744.295 | 756.793 | 724.735 |
| 1954    | 1962    | 1968    | 1975    | 1982    | 1990    | 1999    |
| 727.847 | 749.558 | 768.929 | 804.088 | 828.364 | 838.687 | 852.418 |

Notas a la tabla:
- 1857: la comuna de Lacunolé se separa de Morbihan para incluirse en Finistere.

Las mayores ciudades del departamento son (datos del censo de 1999):
- Brest: 149.634 habitantes, 210.055 en la aglomeración.
- Quimper: 63.238 habitantes, 77.256 en la aglomeración.
- Morlaix: 15.990 habitantes, 26.516 en la aglomeración.
- Concarneau: 19.453 habitantes, 25.807 en la aglomeración.

## Arte
Finisterre posee gran cantidad de obras de arte históricas: construcciones prehistóricas, vestigios romanos, edificios románicos, iglesias góticas, castillos medievales, viejas callejuelas, mansiones, etc. Sin embargo destaca la gran cantidad de santuarios: capillas de montaña con su calvario protegidas por bosques, iglesias parroquiales, etc. También cabe destacar la enorme cantidad de faros que vigilan el mar de Iroise, la frontera entre el océano Atlántico y el mar de la Mancha. Por último su costa está salpicada de búnkeres alemanes de la Segunda Guerra Mundial y de fortificaciones de Napoleón III.

## Localidades importantes
Quimper, capital del departamento;
Douarnenez; Châteaulin; Morlaix; Concarneau;
Brest, base de los submarinos nucleares franceses.